# Pristimantis frater
Pristimantis frater es una especie de anfibio anuro de la familia Craugastoridae.

## Distribución
Esta especie es endémica del centro de Colombia. Habita en los departamentos de Cundinamarca y Meta entre los 1000 y 1600 m de altitud en la vertiente oriental de la Cordillera Oriental y en la Serranía de la Macarena.

## Publicación original
- Werner, 1899 : Über Reptilien und Batrachier aus Columbien und Trinidad. Verhandlungen der Zoologisch-Botanischen Gesellschaft in Wien, vol. 49, p. 470–484[5]